# Lawrence Okolie
Lawrence Okolie est un boxeur britannique né le 16 décembre 1992 à Londres.

## Carrière
En 2012, Lawrence Okolie travaille comme employé dans un restaurant McDonald's et pèse 120 kg. Inspiré par le parcours olympique d'Anthony Joshua, il quitte son emploi et entame un entraînement sportif intensif dans une salle de boxe,.
Sélectionné pour les Jeux olympiques d'été de 2016, Lawrence Okolie est éliminé en huitièmes de finale du tournoi olympique des poids lourds par Erislandy Savón. Passé professionnel après les Jeux de Rio, il devient champion d'Angleterre des lourds-légers en 2018 en battant aux points Matty Askin. Ce combat, présent sur la carte du combat d'Anthony Joshua et Alexander Povetkin au Wembley Stadium, lui vaut de multiples critiques pour son style, trois points lui sont retirés par les juges pour tenue.
Avec Anthony Joshua en tant que manager, Okolie enchaîne les succès pour devenir champion d'Europe EBU en 2019. Celui qui est surnommé The Sauce sort une chanson de rap intitulée « TKO » au début du mois de mars 2021. À la fin du mois, il dispute et remporte le titre vacant de champion du monde WBO de la catégorie en battant par KO au 6e round Krzysztof Glowacki,. Le récent champion du monde enchaîne avec la promotion de son autobiographie Dare to Change Your Life publiée en avril. Six mois après l'avoir conquis, Okolie conserve son titre en mettant knockout Dilan Prasovic au 3e round puis confirme ce succès en battant aux points Michal Cieslak le 27 février 2022 et David Light le 25 mars 2023.
Le 27 mai 2023, il remet une nouvelle fois son titre en jeu face à son compatriote Chris Billam-Smith et s'incline cette fois aux points.
Le 19 juillet 2025, Lawrence Okolie défend son titre WBC Silver des poids lourds contre Kevin Lerena au Wembley Stadium, en sous-carte du combat Usyk-Dubois. Il s’agit de sa première défense dans cette catégorie après sa montée depuis les cruiserweights. Il s'imposera au bout de 10 rounds par décision unanime.